# Schablonieren

Schematische Darstellung des Schabloniereffekts

Unter Schablonieren versteht man bei Druckmaschinen Schwankungen der Farbschichtdicke durch das mehrfache Abrollen der Farbauftragswalze und dem vom Druckbild abhängigen ungleichmäßigen Farbabtrag auf der Walze. Die Farbauftragswalze überträgt einen Teil ihrer Farbschicht beim Abrollen auf dem Druckformzylinder an die druckenden Formelemente der Druckplatte. Dieser ungleichmäßige (diskontinuierliche) Farbabtrag an der Farbauftragswalze wird zwar durch Reibwalzen sowie Zufuhr neuer Druckfarbe aus dem Farbwerk gemildert, kann aber nicht vollständig beseitigt werden. Bei der nächsten Umdrehung ist die Schichtdicke des Farbauftrags auf der Druckplatte also weiterhin etwas von der Farbübertragung der vorhergehenden Umdrehung beeinflusst. Diese Auswirkung des Druckbilds auf die Farbschichtdicke eine Umdrehung (der Farbauftragswalze) später erzeugt eine Art von negativen Geisterbildern (engl. ghosting) und wird als Schabloniereffekt bezeichnet.

## Gegenmaßnahmen
Eine Maßnahme zur Vermeidung des Schabloniereffekts besteht in der Verwendung mehrerer hintereinander laufender Farbauftragswalzen. Bei typischen vorderlastigen Anordnungen mit vier Walzen findet der größte Teil des Farbauftrags (>80 %) über die ersten beiden Walzen statt. Die beiden folgenden Walzen tragen relativ wenig Farbe auf, haben aber eine glättende Wirkung auf die Farbschicht der Druckplatte. Durch unterschiedliche Durchmesser kann zusätzlich verhindert werden, dass der Schabloniereffekt einzelner Walzen sich überlagert. Um Rillen in der Farbschicht der Farbauftragswalzen zu vermeiden, führen die Reibwalzen (mit harter Oberfläche) in Richtung ihrer Achse eine Pendelbewegung (Changierbewegung) aus. Dadurch werden in Laufrichtung entstehende Rillen quer zur Laufrichtung "verwischt".